# Malaltia de Bright
La malaltia de Bright es classifica històricament com una malaltia renal, que es descriuria en la medicina moderna com una nefritis degenerativa aguda o crònica, especialment parenquimàtica. No obstant això, el terme ha deixat de ser utilitzat, ja que actualment les malalties renals es classifiquen segons la seva etiologia.

## Patologia
La malaltia de Bright conté un grup de trastorns que pertanyen al grup de malalties no supuratives o degeneratives que es caracteritzen per la presència de proteïnes—principalment albúmina i sang en l'orina. De vegades també apareix edema (inflamació deguda a acumulació de líquid en els teixits), retenció d'orina i hipertensió arterial.

## Quadre clínic
Aquesta malaltia es detecta per la presència d'albúmina en l'orina i va sovint acompanyada d'edema.
Els símptomes són generalment greus. Dolor d'esquena, vòmits i febre són indicadors comuns d'un atac. L'edema, que pot fluctuar entre una lleugera inflor de la cara fins a una acumulació de fluid suficient per dilatar tot el cos i, de vegades, limita greument la respiració, facilitat per la presència d'anèmia i d'acidosi metabòlica, és una afecció molt comuna. La quantitat d'orina es redueix, adquireix un color fosc, fumat o sangonós, mostra en les anàlisis la presència de gran quantitat d'albúmina i al microscopi cèl·lules sanguínies en abundància.
Aquest estat d'inflamació aguda pot limitar seriosament les activitats diàries i, si no es diagnostica, comportar una de les formes cròniques de la malaltia de Bright. No obstant això, en molts casos es redueix la inflamació a causa d'un augment de micció mitjançant la utilització de diurètics i la desaparició de l'albúmina i altres subproductes, als quals acompanya, normalment, la recuperació.